# Geographisch-statistisch-historisches Handbuch des Königreiches Bayern
Das Geographisch-statistisch-historische Handbuch des Königreiches Bayern ist ein zweibändiges Lexikon, das von Pleikard Stumpf verfasst wurde und 1852 bzw. 1853 erschien. Der vollständige Titel lautet: „Bayern. Ein geographisch-statistisch-historisches Handbuch des Königreiches. Für das bayerische Volk.“ Die Seitennummerierung ist fortlaufend.
In der Hauptsache besteht das Werk aus einer Beschreibung der Regierungsbezirke mit ihren jeweiligen unmittelbaren Städten und Landgerichten und einigen darin enthaltenen „merkwürdigen“ Orten (S. 49–1040). Dem geht eine kurze Abhandlung zum Königreich Bayern (S. 5–34) und ein Verzeichnis der bayerischen Regenten (S. 35–48) voran. Am Schluss findet sich ein Ortsregister (S. 1041–1088).
Die Regierungsbezirke werden in der Reihenfolge Oberbayern, Niederbayern, Pfalz, Oberpfalz, Oberfranken, Mittelfranken, Unterfranken, Schwaben abgehandelt. Das Schema der ca. 10 Seiten langen Beschreibungen ist hierbei immer identisch:
- Kurzer Abriss zur Vorgeschichte des Regierungsbezirkes
- geo- und topographische Angaben (Lage, Flächenraum und -nutzung, Gebirge, Gewässer und Klima)
- Wirtschaft und Infrastruktur (Landwirtschaft, Gewerbe, Industrie und Verkehrsmittel)
- Bevölkerung (Einwohnerzahl, Anzahl der Familien, Religionszugehörigkeit,[1] Zahl der wehrpflichtigen Männer)
- Verwaltungsorgane (Landgerichte, Rentämter, Bauinspektionen, Forstämter)
- die unmittelbaren Städte und Landgerichte des Regierungsbezirkes in alphabetischer Reihenfolge. Die ca. 3 bis 4 Seiten langen Beschreibungen haben ihrerseits das gleiche Schema, jedoch nur stichpunktartig. Es folgen einzelne „merkwürdige“ Orte mit einem geschichtlichen Abriss und Angaben zur Zahl der Einwohner und Wohngebäude. Am Schluss werden die restlichen Gemeinden stichpunktartig mit Zahl der Einwohner und Wohngebäude aufgelistet.

Pleikard Stumpf selber gibt keine Auskunft darüber, auf welche Quellen er zurückgegriffen hat. Es ist nur allgemein die Rede davon, dass es die „besten Werke“ gewesen seien. Die Grundlage der statistischen Daten seien aber „die wechselndste“, wie der Autor selber einräumt. Eine Überprüfung der Fußnoten ergibt, dass auf die Jahrbücher der jeweiligen Regierungsbezirke, auf die in den 1820er Jahren veröffentlichten Kreisbeschreibungen (z. B. Der Retzatkreis des Königreichs Bayern), diversen Regestensammlungen und Einzelbeschreibungen zurückgegriffen wurde.